# Masovna izumiranja
Masovno izumiranje je pojam za oštro smanjenje broja živih vrsta (sisavci, ptice, gmazovi, vodozemci, ribe, beskralješnjaci) u relativno kratkom vremenskom razdoblju. Preko 97 % svih vrsta koje je ikada živjelo na našem planetu je danas izumrlo, no izumiranja se javljaju u nejednakim intervalima. Prema evidenciji fosila, rata izumiranja na Zemlji je oko dva do pet taksonomskih obitelji morskih beskralješnjaka i kralješnjaka svakih milijun godina. Morski fosili se većinom koriste kako bi se izmjerila rata izumiranja jer su svestraniji i pokrivaju veći vremenski razmak od fosila kopnenih organizama.
Otkada je počeo život na Zemlji, bilo je nekoliko masovnih izumiranja koje je prekoračilo normu rate izumiranja. Nedavno je bilo na prijelazu Krede u Tercijar, prije 65 milijuna godina, koje je privuklo najviše pažnje te je najpoznatije zbog istrebljenja dinosaura. U zadnjih 540 milijuna godina bilo je 5 masovnih izumiranja gdje je odumrlo oko 50 % životinjskih vrsta, a najveće izumiranje u povijesti dogodilo se prije 251 milijun godina kada je prema procjenama fosiliziranih dokaza oko 96 % tadašnjeg života u moru izgubljeno, dok je na kopnu više od tri četvrtine svih živih bića izumrlo, čime uzrok izumiranja vjerojatno nije bio vezan isključivo za događaj na kopnu. Vjerojatno je bilo i nekoliko izumiranja i u Arhaiku, no prije Fanerozoika nije bilo životinja s čvrstim dijelovima tijela koji bi ostavili tragove fosila.
Procjene o broju masovnih izumiranja u zadnjih 540 milijuna godina sežu od pet do više od dvadeset, ovisi o tome koji se kriteriji uzimaju kad se jedno izumiranje nazove “masovnim”.

## Masovna izumiranja
Klasičnih „Velikih pet” masovnih izumiranja koje su 1982. utvrdili Jack Sepkoski i David M. Raup, znanstvenici općenito prihvaćaju kao najznačajnije: kraj ordovicija, kasni devon, kraj perma, kraj trijasa i kraj krede. To su sljedeći:
1. Prije 488 milijuna godina – pri prijelazu iz kambrija u ordovicij dogodio se slijed masovnih izumiranja koja su eliminirale mnoge ramenonošce te smanjile broj trilobita.
2. Prije 450 – 440 milijuna godina – pri prijelazu iz ordovicija u silur dogodila su se dva masovna izumiranja, koje zajedno neki znanstvenici svrstavaju kao drugo najveće u povijesti Zemlje prema postotku rodova koje je nestalo. Smatra se da je 27 % svih porodica i 57 % svih rodova izumrlo.[4] Izumiranja su bila odvojena milijun godina jedno od drugog[5] i sav život se još nalazio u oceanima.
3. Prije 360 – 375 milijuna godina – pri prijelazu iz devona u karbon dogodio se produžen niz izumiranja koje je istrijebilo oko 70 % svih živih vrsta. Događaj nije bio iznenadan, već je trajao oko 20 milijuna godina, a postoje i dokazi za slijed izumiranja unutar tog razdoblja. Znanstvenici smatraju da je 19 % svih porodica i 50 % svih rodova izumrlo.[4] Između ostalog, tada su nestali svi fosili besčeljusnih riba. Prema nekim izvorima, u tom se razdoblju dogodilo čak sedam različitih izumiranja.
4. Prije 251 milijun godina – pri prijelazu iz perma u trijas dogodilo se najveće izumiranje u povijesti Zemlje, koje je ubilo oko 53 % svih morskih porodica, 84 % morskih rodova, 96 % svih morskih vrsta te, prema procjeni, 70 % svih kopnenih vrsta (uključujući biljke, kralježnjake i, u jedinom zabilježenom slučaju u povijesti Zemlje, kukce). Teorije za uzrok tolikog izumiranja su različite, od pada meteora do globalnog zatopljenja.[6][7][8] „Veliko izumiranje” je imalo ogromno evolucijsko značenje: na kopnu je prekinulo dominaciju sinapsida i stvorilo mogućnost za arhosaure, a potom i dinosaure, koji su postali dominantni kralježnjaci. U morima je postotak životinja koje se ne mogu kretati smanjen sa 67 % na 50 %. Cijeli kasniji perm je bio težak i nemilosrdan, barem za morski život.
5. Prije 205 – 199 milijuna godina – pri prijelazu iz trijasa u juru oko 20 % svih morskih vrsta, 48 % svih rodova, ali i mnogi arhosauri i većina terapsida su izumrli, a posljednji od velikih vodozemaca su nestali.[4] Barem polovica poznatih vrsta koje su tada živjele na Zemlji je izumrlo, no dinosauri su uspjeli preživjeti i postati dominatna vrsta u juri.
6. Prije 65 milijuna godina – pri prijelazu iz krede u paleogen oko 75 % svih živih vrsta i 17 % porodica je izumrlo. To je izumiranje od velikog značaja za ljude, jer je označilo kraj doba dinosaura i otvorilo put za razvoj sisavaca, koji su postali dominantni kralješnjaci na kopnu. U oceanima se broj morskih vrsta smanjio za oko 33 %.[4] Izumiranje je bilo neravnomjerno – neki organizmi su nestali, neki su doživjeli teške gubitke, dok su drugi imali tek minimalne gubitke, poput krokodila.
7. Današnje vrijeme – holocensko masovno izumiranje. Prema anketi Američkog muzeja prirodne povijesti, 70 % ispitanih biologa smatra da je suvremena era dio masovnog izumiranja, vjerojatno najbrža ikada. Neki, kao što su E. O. Wilson s Harvarda, predviđaju da bi ljudsko uništavanje biosfere moglo prouzročiti izumiranje polovice svih današnjih živih vrsta u sljedećih 100 godina. Istraživanja i aktivisti za očuvanje ugroženih vrsta slažu se da se nalazimo usred razdoblja izumiranja, iako neki predlažu puno optimističnije verzije procesa koje ne sadrže predviđanje apokalipse. Izumiranje mnoge megafaune pred kraj ledenog doba također se smatra dijelom izumiranja u Holocenu.[9] Neki paleontolozi dovode u pitanje raspoloživost informacija kojima bismo mogli opravdati usporedbu s povijesnim izumiranjima.[10]

Neki su predložili da su navodne varijacije bioraznolikosti morskog života zapravo samo tvorevina, s procjenama izobilja koje su izravno povezane s kvantitetom kamenja raspoloživog za uzorke kroz različita vremenska razdoblja. Ipak, mnogi dokazi ukazuju da su se masovna izumiranja doista dogodila.

## Manja izumiranja
Manji slučajevi izumiranja uključuju:
Prekambrij
- Izumiranje u ediakariju, prije 542 milijuna godina

Kambrij
- Prije 517 milijuna godina
- Prije 502 milijuna godina
- Prije 488 milijuna godina

Silur
- Prije 428 milijuna godina

Karbon
Jura
- Prije 183 milijuna godina

Kreda
- Prije 117 milijuna godina

Paleogen
- Prijelaz eocena u oligocen, prije 33 milijuna godina

Neogen
- Srednji miocen, prije 14,5 milijuna godina[12]

## Navodno smanjenje učestalosti izumiranja
Dijagram izumiranja pokazuje da:
- Razmak između masovnih izumiranja postaje sve veći
- Prosječne pozadine za rate izumiranja se smanjuju

Ideja da masovna izumiranja postaju sve rjeđa je prilično spekulativna – kroz perspektivu statistike primjerak od oko 10 događaja izumiranja je premalen da bi bio značajan znak za bilo kakav trend. Prosječne pozadinske rate se, međutim, oslanjaju na stotine primjeraka kroz period dug 550 milijuna godina, pa je očito da se treba objasniti smanjenje tih rata.
Oba fenomena se mogu objasniti na više od jednog načina:
- Dostatno potpuni fosili su jako rijetki, a većina izumrlih organizama je predstavljeno samo kroz nekoliko djelomičnih fosila, a potpuni fosili su najrjeđi među najstarijim kamenjem. Dakle neki paleontolozi su krivo stavili neke dijelove organizama u drugačiji rod koji su često definirani samo da objasne te pronalaske. Takav rizik je veći za starije fosile jer su netipični dijelovi za bilo kakav živi organizam.

R. E. Martin smatra da su oceani postali gostoprimljiviji za život u zadnjih 500 milijuna godina, a manje osjetljivi na masovna izumiranja; rastopljen kisik se proširio te penetrirao velike dubine; razvoj života na kopnu smanjio je hranjive tvari i rizik povećanja kemijskih tvari te iscrpljivanja kisika. Isto tako, morski ekosustav je postao više raznolik tako da su hranidbeni lanci postal stabilni i teže narušivi.

## Uzroci
Znanstvenici imaju nekoliko teorija o uzrocima masovnih izumiranja. Macleod je sažeo odnos između masovnih izumiranja i događaja koji se često spominju kao uzroci tih izumiranja, upotrebljavajući podatke iz Courtillot i dr. (1996.), Hallam (1992.) i Grieve i dr. (1996.):
- Bujica bazalta: 11 nalazišta, sva povezana sa značajnim izumiranjem, no Wignall je zaključio da se samo 5 od velikih izumiranja podudara s erupcijom bazalta, te da su glavne faze počele prije erupcija.[20]
- Pad vodenih razina: 12, od kojih je 7 povezano sa značajnim izumiranjem.
- Pad asteroida koji su stvorili kratere veće od 100 km: 1, povezan s izumiranjem.
- Pad asteroida koji su stvorili kratere manje od 100 km: preko 50, velika većina pak nije povezana s velikim izumiranjima.

### Bujica bazalta
Stvaranje velikih okolina magmatskih stijena od bujice bazalta moglo je:
- stvoriti prašinu i male čestice koje su zaustavile fotosintezu te tako prouzrokovale kolaps hranidbenog lanca
- izbaciti okside sumpora koje su stvorile kisele kiše i otrovale mnoge organizme
- izbaciti ugljikov dioksid koji je uzrokovao globalno zatopljenje koje ubilo velik broj organizama

Razni znanstvenici iznijeli su svoje mišljenje da su masovne erupcije vulkana mogle uzrokovati i pridonijeti tim izumiranjima pred kraj krede, perma, trijasa i jure.

### Pad razine mora
Padovi razine mora često označavaju svjetske slijedove istodobnog sedimentiranja, koji pokazuju prijelaz od prvotne razine mora do zone plime i oseke, do plaže, do kopna – a gdje nema dokaza da su se stijene u relevantim područjima uzdignule geološkim procesima kao što je orogen. Pad razine more mogao je smanjiti područje kontinentalnog grebena dovoljno da uzrokuje masovno izumiranje morskog života, a mogle su i poremetiti vremenske uzorke dovoljno da uzrokuju izumiranje na kopnu. Pad razine mora je, međutim, vjerojatno rezultat globanog hlađenja ili potonuća tektonike ploča.

### Globalno zahlađenje ili zatopljenje
Globalno zahlađenje moglo je ubiti mnoge polarne i umjerene vrste te prisiliti druge da se počinju kretati prema ekvatoru. Također je moglo i smanjiti tropska područja. Voda bi se zarobila na polovima te bi tako klima postala sušna. Kraj ordovicija, trijasa i devona je povezan s takvom vrstom izumiranja.
S druge strane, globalno zatopljenje bi imalo suprotan učinak: ubilo bi mnoge vrste pre visokom temperaturom, proširilo pustinje po planetu i klimu učinilo vlažnijom. To se dogodilo pri prijelazu iz palocena u eocen te iz trijasa u juru, tijekom kojeg je izumrlo 20 % svih morskih vrsta.
Royal Society smatra da bi trenutačno globalno zatopljenje moglo uzrokovati masovno izumiranje živih vrsta.

### Pad asteroida
Pad većeg asteroida ili kometa mogao je uzrokovati katastrofalne štete na Zemlji koje bi dovele do kolapsa hranidbenog lanca na kopnu i u moru zbog izbacivanja prašine i čestica u atmosferu. Kisele kiše bi otrovale mnoge organizme dok bi prestanak fotosinteze doveo do izumiranja biljaka. Pad je mogao uzrokovati i ogromne tsunamije ili požare prašume. Jedino se izumiranje dinosaura i drugih organizama pri Zemljinom prijelazu iz krede u tercijar smatra posljedicom takvog pada (Krater Chicxulub).

### Anoksidacija mora
Nedostatak kisika u gornjim ili srednjim slojevima oceana moglo je uzrokovati masovno izumiranje morskih vrsta. Posljedica tog postupka su komplicirane i kontroverzne, ali su povezane s globalnim zatopljenjem zbog masovne vulkanske aktivnosti. Izumiranja pri prijelazu iz perma u trijas i iz trijasa u juru mogao je biti posljedica takvog procesa.

### Pomicanje kontinenata
Pomicanje kontinenta moglo je doprinijeti izumiranju na nekoliko načina: poticanjem stvaranja ili završavanja ledenog doba; promijenom oceana i smjera vjetra koje bi promijenili klimu; otvaranjem morskih pravaca koji bi razotkrili prije izolirane vrste; stvaranjem novog superkontinenta koji bi smanjio područje epikontinentalnog pojasa i povećao suha pustinjska područja u unutrašnjosti. Znanstvenici smatraju da je stvaranje Pangeje doprinijelo masovnom izumiranju pred kraj perma.

### Zračenje
Obližnja erupcija gama zraka (udaljenosti manje od 6 000 svjetlosnih godina) mogla je uzrokovati zračenje površine Zemlje dovoljno jako da ubije neke organizme i uništi ozonski omotač. Prema statističkim podacima, otprilike 1 erupcija gama zraka se trebala dogoditi u bilizini Zemlje u proteklih 540 milijuna godina.
Astrofizičar Brian Thomas, sa sveučilišta Washburn u Kansasu, pretpostavlja da je erupcija gama zraka odgovorna za izumiranje pri kraju ordovicija prije 488 milijuna godina, kada je oslabljen ozonski omotač, prouzrokovana kisela kiša i pokrenuto globalno zahlađenje. Prema njemu, trenutno je WR104, masovna zvijezda u zviježđu Strijelac, potencijalni kandidat za izbacivanje gama zraka, ali je na sreću udaljena preko 8 000 svjetlosnih godina od Zemlje.
Prijedlog da je supernova uzrokovala masovno izumiranje bi trebao biti potkrepljen astronomskim dokazima. Profesor astronomije Brian Fields zauzima teoriju da se otkriće rijetkih radioaktivnih izotopa željeza-60 u dubokim morskim sedimentima može jedino objasniti ostatcima eksplozije zvijezde udaljene oko 100 svjetlosnih godina od prije 5 milijuna godina, koja je pokrenula manje izumiranje.

### Hipoteza o Klatratskoj pušci
Klatrati su komponente u kojima mreža jedne tvari stvori kavez oko druge. Metanovi klatrati (u kojima su molekule vode kavez) formiraju se na kontinentalnim reljefima. Ovi klatrati su skloni brzom razbijanju i izbacivanju metana ako temperatura naglo poraste ili ako se pritisak oko njih naglo smanji. Primjerice, kao reakcija na iznenadno globalno zatopljenje ili iznenadni pad razine mora. Metan je puno snažniji plin u poticanju efekta staklenika od Ugljikovog dioksida, tako da bi erupcija metana mogla uzrokovati nekontrolirano zatopljenje planeta. Najvjerojatniji potpis takve erupcije bio bi iznenadan pad omjera ugljika-13 prema ugljiku-12 u taloženju, s obzirom na to da su metanovi klatrati siromašni ugljikom-13.

### Ispuštanje vodikovog sulfata iz mora
Postoji teorija da je zatopljenje tijekom prijelaza iz perma u trijas poremetilo morsku ravnotežu između planktona koji vrše fotosintezu i podvodnih bakterija koje smanjuju sulfat, te uzrokovala masovno izbacivanje vodikovog sulfata koji je otrovao dio života na kopnu i moru te oslabio ozonski omotač, zbog čega se ekosustav dugo vremena nije oporavio.

## Evolucijski značaj
Masovna izumiranja su u nekoliko intervala ubrzala evoluciju života na Zemlji. Kada dominacija neke ekološke udubine prijeđe s jedne skupine organizama na drugu, to se rijetko događa zato što je nova skupina „superiornija” od starije. U većini slučajeva, izumiranje eliminira jednu skupinu organizama i stvori mjesta za novu.
Primjerice, mammaliformes (hrv. „gotovo sisavci”) i sisavci živjeli su tijekom vladavine dinosaura, no nisu se mogli natjecati s njima. Izumiranje pred kraj krede uzrokovalo je nestanak dinosaura i omogućilo sisavcima širenje na njihov teritorij.
S druge strane, mnoge skupine koje prežive masovna izumiranja se nikada ne oporave u broju ili raznolikosti, a mnoge od njih ulaze u dugi period stagniranja, koji neki zovu razdobljem „kladistike hodajućih mrtvaca”.

## Poveznice
- Izumiranje

## Vanjske poveznice
- Izračunava posljedice udara meteora  Arhivirana inačica izvorne stranice od 5. svibnja 2010. (Wayback Machine)
- Trenutno masovno izumiranje
- Species Alliance: "Call of Life: Facing the Mass Extinction"
- American Museum of Natural History: službena izjava o trenutačnom masovnom izumiranju
- Teorija izumiranja o međuzvjezdanom oblaku prašine
- Site o izumiranju  Arhivirana inačica izvorne stranice od 13. listopada 2011. (Wayback Machine)